# Ligurra aheneola
Ligurra aheneola là một loài nhện trong họ Salticidae.
Loài này thuộc chi Ligurra. Ligurra aheneola được Eugène Simon miêu tả năm 1885.